# James Porter
Ne doit pas être confondu avec James A. Porter.
Pour les articles homonymes, voir Porter.
Sir James Porter (1710-1776) est un diplomate et écrivain britannique.

## Carrière
Porter est un associé d'affaires de John Carteret, et en 1741, rejoint le personnel de l'ambassade anglaise en Autriche, à Vienne, puis devient ambassadeur britannique à la Sublime Porte, dans l'Empire ottoman, à Istanbul. Il occupe ce poste pendant 15 ans, de 1747 à 1762.
Sa nomination découle de ses relations avec Carteret, Thomas Robinson, ambassadeur à Vienne, et M. Amyand de la Levant Company des marchands de Constantinople.
Autodidacte en sciences, il écrit des articles sur l'astronomie et la géologie pendant son séjour à Constantinople, et les complète par la publication de ses mémoires, ainsi que d'une description détaillée et complète de la vie en Turquie.
Après avoir quitté Constantinople Porter devient représentant britannique à Bruxelles à partir de 1762-1765 et, trouvant la vie là-bas trop chère, part habiter Richmond, près de Londres, où parmi ses associés se trouvent un de ses compagnons de voyage en Turquie, Lord Besborough.
Porter épouse une Hochpied, d'une dynastie de diplomates néerlandais de Londres; son fils George devient Baron de Hochpied et Magnat de Hongrie, et le Lieutenant-Général.

## Œuvres
- Turkey: Its History and Progress - the journals and correspondence of Sir James Porter, London, Hurst and Blackett, 1854
- James Porter (trad. de l'anglais par Claude-François Bergier), Observations sur la religion, les lois, le gouvernement et les mœurs des Turcs [« Observations on the religion, law, government, and manners, of the Turks »], Londres, J.Nourse, 1769 (1re éd. 1768) (lire en ligne).